# Delias hidecoae
Delias hidecoae é uma espécie de borboleta pierina endémica de Mindoro, nas Filipinas. O seu habitat localiza-se no Monte Halcon, Mindoro.
A sua envergadura é de 70 a 80 milímetros.